# 예루살렘 필름
예루살렘 필름(The Jerusalem File)은 미국에서 제작된 존 플린 감독의 1972년 드라마 영화이다. 브루스 데이비슨 등이 주연으로 출연하였다.

## 출연

### 주연
- 브루스 데이비슨
- 니콜 윌리엄슨

### 조연
- 다리아 핼프린
- 도널드 플레젠스
- 이안 헨드리
- 지브 레바치
- 잭 코엔
- 이즈작 니에맨
- 오리 레비